# Ачишхо
Ачишхо (рус. Ачишхо) планина је у западном делу Великог Кавказа, на територији Краснодарске покрајине Руске Федерације. Административно припада Сочинском градском округу. Налази се неких десетак километара северозападно од варошице Краснаја Пољана. Максимална надморска висина је 2.391 метар. 
У северном делу планине налази се живописни Ачипсински водопад на реци Ачипсе, притоци Мзимте. Падине Ачишха су обрасле мешовитим буково-јеловим шумама изнад којих се налази зона алпијских лиовада. Са просечном годишњом сумом падавина од преко 3200 мм, ово је једно од најкишовитијих планинских подручја у Русији. Дебљина снежног покривача у току зиме је просечно око 4,8 метара.   
На планини су откривени и бројни долмени. 